# Góry Baskijskie

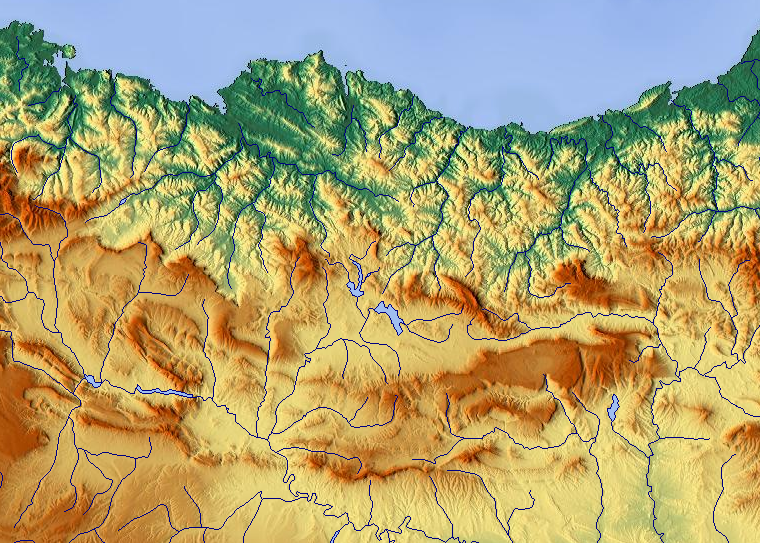
Mapa Gór Baskijskich

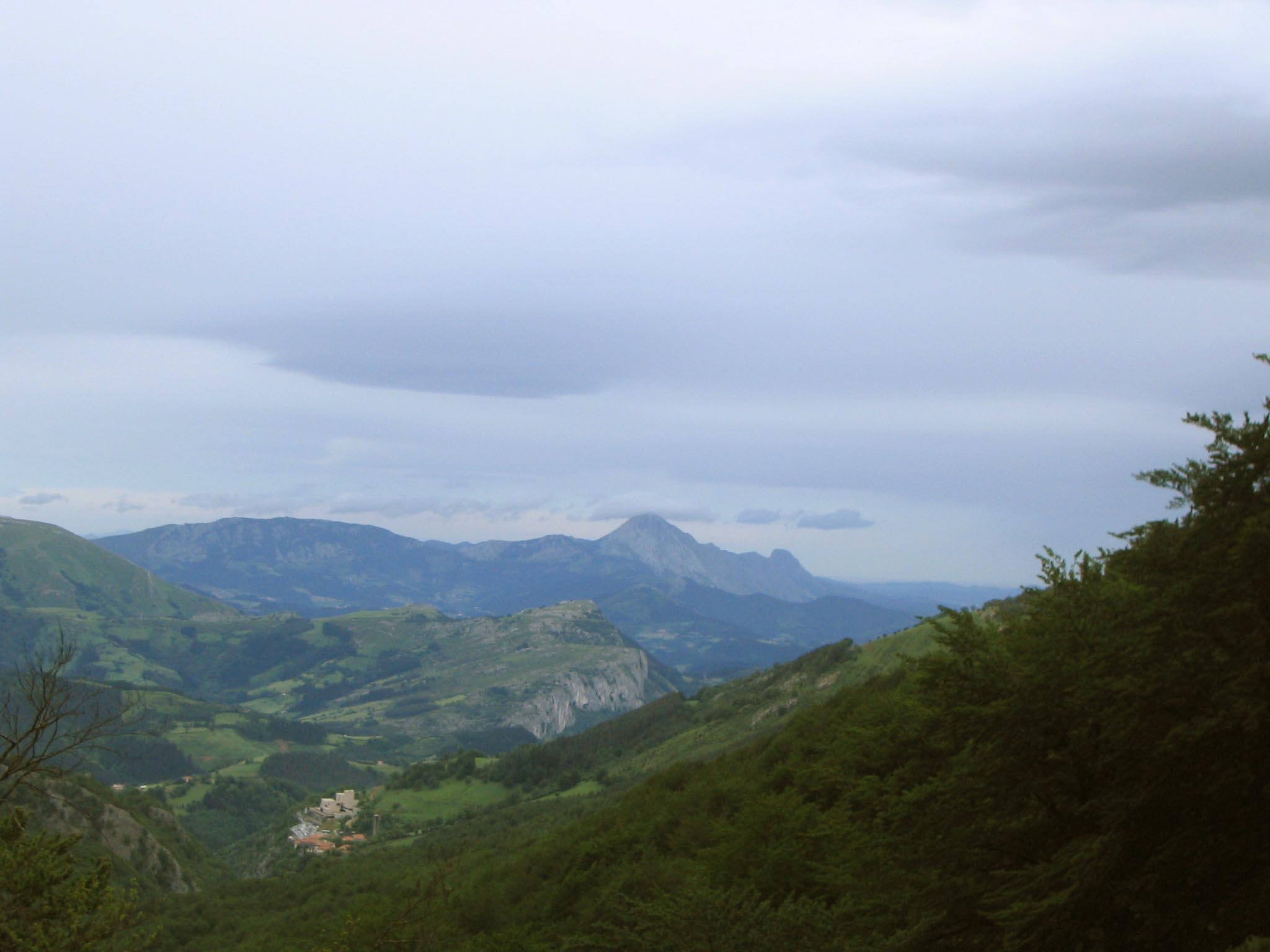
Widok na Góry Baskijskie

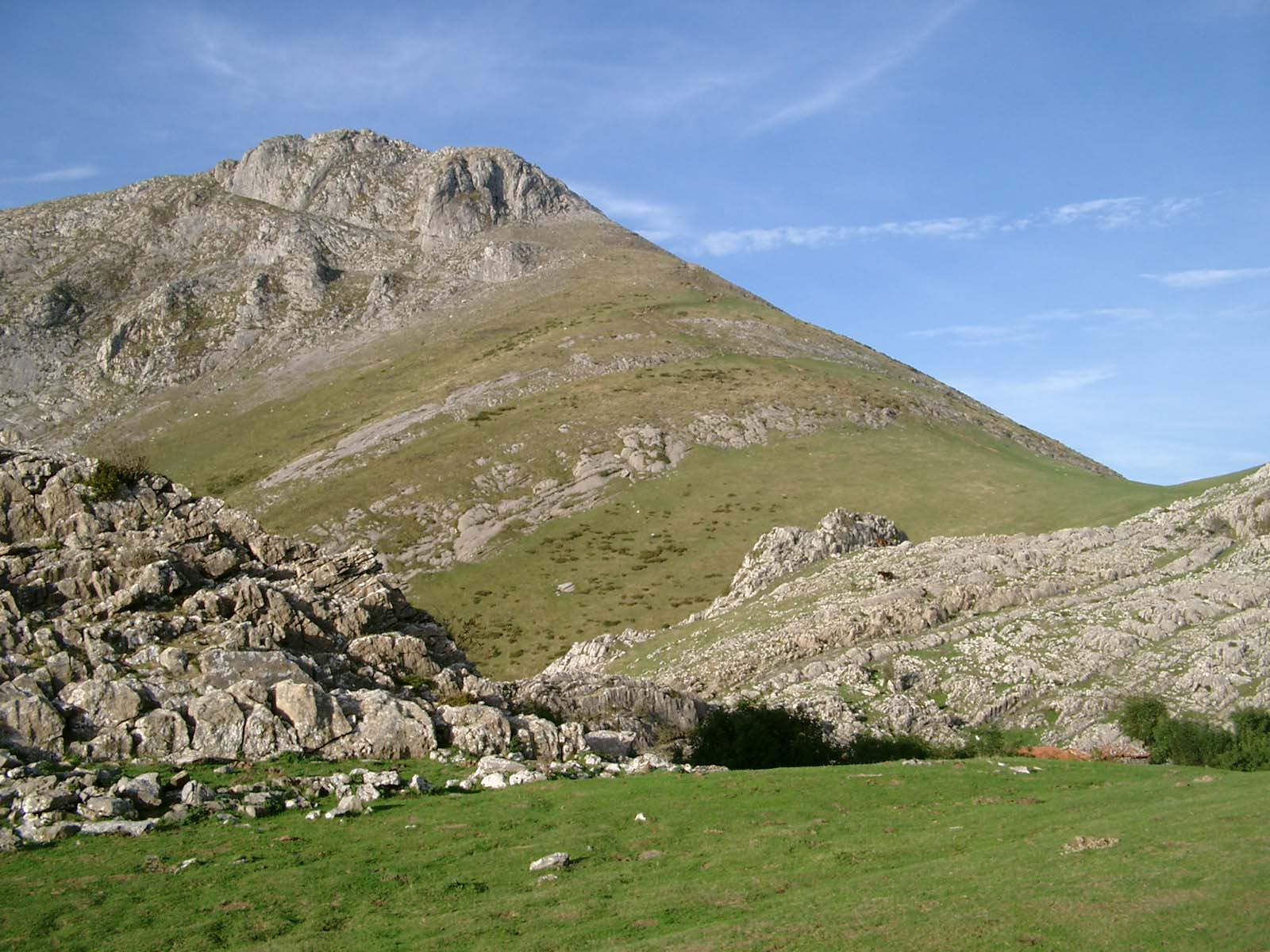
Góra Txindoki w paśmie Aralar

Góry Baskijskie (hiszp. Montes Vascos, bask. Euskal Mendiak) – pasmo górskie w północnej Hiszpanii, będące częścią łańcucha górskiego Gór Kantabryjskich.
Wysokość gór to 1400–1500 m n.p.m.; zbudowane są głównie ze skał osadowych – wapieni, margli, piaskowców, łupków ilastych. Powstały w orogenezie alpejskiej. Wydobywa się rudę żelaza.
Góry Baskijskie składają się z dwóch mniejszych pasm – nadbrzeżnego na północy i wewnętrznego na południu.
- W pasmie nadbrzeżnym wyróżnie się następujące masywy z zachodu na wschód:
  - Monte Gorbea (Gorbea 1481 m n.p.m. – najwyższy szczyt prowincji Biskaja i Araba)
  - Urkiola (Anboto 1331 m n.p.m.)
  - Elgea (Aumategigaña edo Saiturri 1189 m n.p.m.)
  - Aizkorri (Aizkorri 1528 m n.p.m.)
  - Altzania (Aratz 1442 m n.p.m.)
  - Aralar (Txindoki 1346 m n.p.m.)
- W pasmie wewnętrznym wyróżnie się następujące masywy z zachodu na wschód:
  - Sierra Salvada (Urieta 1133 m n.p.m.)
  - Wzniesienia w rejonie Vitorii (Kapildui 1177 m n.p.m.)
  - Izki (San Kristobal 1057 m n.p.m.)
  - Urbasa (Baiza 1183 m n.p.m.)
  - Andía (Beriain 1493 m n.p.m.)